# Освајачи олимпијских медаља у атлетици — скок увис за жене
Дисциплина скок увис за жене била је на програму атлетских такмичења на Летњим олимпијским играма на свим играма од 1928. до данас. Навише успеха у појединачној конкуренцији су имале Јоланда Балаш (Румунија) и Улрике Мајфарт (Западна Немачка) са по две златне медаље, односно Сара Симеони (Италија) са укупно освојене три медаље. У екипној конкуренцији најбоља је репрезентација САД са 9 освојених медаља од којих су 4 златне.
Освајачице олимпијских медаља у атлетици у дисциплини скок увис за жене приказане су у следећој табели, а резултати су дати у метрима.
| Олимпијсле игре            |                                    | Резултат     |                                                                          | Резултат      |                                                        | Резултат |
| Амстердам 1928. детаљи     | Етел Кадервуд Канада               | 1,59 ОР      | Лин Гисолф · Холандија                                                   | 1,56          | Милдред Вајли САД                                      | 1,56     |
| Лос Анђелес 1932. детаљи   | Џин Шајли САД                      | 1,65 СР, ОР  | Бејб Дидриксон САД                                                       | 1,65 =СР, =ОР | Ева Доз Канада                                         | 1,60     |
| Берлин 1936. детаљи        | Ибоља Чак Мађарска                 | 1,60         | Дороти Одам · Уједињено Краљевство                                       | 1,60          | Елфриде Каун Немачка                                   | 1,60     |
| Лондон 1948. детаљи        | Алис Коучман САД                   | 1,68 ОР      | Дороти Тајлер · Уједињено Краљевство                                     | 1,68 =ОР      | Мишлен Остермер · Француска                            | 1,61     |
| Хелсинки 1952. детаљи      | Естер Бранд Јужноафричка Република | 1,67         | Шила Лервил · Уједињено Краљевство                                       | 1,65          | Александра Чудина · Совјетски Савез                    | 1,63     |
| Мелбурн 1956. детаљи       | Милдред Макданијел САД             | 1,76 СР, ОР  | Телма Хопкинс · Уједињено Краљевство · Марија Писарева · Совјетски Савез | 1,67          |                                                        |          |
| Рим 1960. детаљи           | Јоланда Балаш Румунија             | 1,85 ОР      | Јарослава Јожвјаковска · Пољска · Дороти Ширли · Уједињено Краљевство    | 1,71          |                                                        |          |
| Токио 1964. детаљи         | Јоланда Балаш Румунија             | 1,90 ОР      | Мишел Браун · Аустралија                                                 | 1,80          | Тајсија Ченчик · Совјетски Савез                       | 1,78     |
| Мексико Сити 1968. детаљи  | Милослава Рескова · Чехословачка   | 1,82         | Антонина Окорокова · Совјетски Савез                                     | 1,80          | Валентина Козир · Совјетски Савез                      | 1,80     |
| Минхен 1972. детаљи        | Улрике Мајфарт Западна Немачка     | 1,92 =СР, ОР | Јорданка Благоева · Бугарска                                             | 1,88          | Илона Гузенбауер · Аустрија                            | 1,88     |
| Монтреал 1976. детаљи      | Роземари Акерман · Источна Немачка | 1,93 ОР      | Сара Симеони · Италија                                                   | 1,91          | Јорданка Благоева · Бугарска                           | 1,91     |
| Москва 1980. детаљи        | Сара Симеони · Италија             | 1,97 ОР      | Урсула Кјелан · Пољска                                                   | 1,94          | Јута Кирст · Источна Немачка                           | 1,94     |
| Лос Анђелес 1984. детаљи   | Улрике Мајфарт Западна Немачка     | 2,02 ОР      | Сара Симеони · Италија                                                   | 2,00          | Џони Хантли · Сједињене Америчке Државе                | 1,97     |
| Сеул 1988. детаљи          | Луиз Ритер · САД                   | 2,03 ОР      | Стефка Костадинова Бугарска                                              | 2,01          | Тамара Бикова · Совјетски Савез                        | 1,99     |
| Барселона 1992. детаљи     | Хајке Хенкел · Немачка             | 2,02         | Алина Астафеј · Румунија                                                 | 2,00          | Јоамнет Кинтеро · Куба                                 | 1,97     |
| Атланта 1996. детаљи       | Стефка Костадинова · Бугарска      | 2,05 ОР      | Ники Бакојани · Грчка                                                    | 2,03          | Инга Бабакова · Украјина                               | 2,01     |
| Сиднеј 2000. детаљи        | Јелена Јелесина · Русија           | 2,01         | Хестри Клуте · Јужноафричка Република                                    | 2,01          | Кајса Бергквист · Шведска · Оана Пантелимон · Румунија | 1,99     |
| Атина 2004. детаљи         | Јелена Слесаренко · Русија         | 2,06 ОР      | Хестри Клуте · Јужноафричка Република                                    | 2,02          | Викторија Стјопина · Украјина                          | 2,02     |
| Пекинг 2008 детаљи         | Тија Хелебаут · Белгија            | 2,05         | Бланка Влашић · Хрватска                                                 | 2,05          | Шонте Хауард · САД                                     | 1,99     |
| Лондон 2012 детаљи         | Ана Чичерова · Русија              | 2,05         | Бриџита Барет · Сједињене Америчке Државе                                | 2,03          | Светлана Школина · Русија                              | 2,03     |
| Рио де Женеиро 2016 детаљи | Рут Беитија · Шпанија              | 1,97         | Мирела Демирева · Бугарска                                               | 1,97          | Бланка Влашић · Хрватска                               | 1,97     |
| Токио 2020. детаљи         | Марија Ласицкене Русија *          | 2,04         | Никола Мекдермот Аустралија                                              | 2,02          | Јарослава Махучих Украјина                             | 2,00     |
| Париз 2024. детаљи         | Јарослава Махучих Украјина         | 2,00         | Никола Олислагерс Аустралија                                             | 2,00          | Ирина Херашченко Украјина Еленор Патерсон Аустралија   | 1,95     |
| Лос Анђелес 2028.          |                                    |              |                                                                          |               |                                                        |          |

*Атлетичари Русије наступали су као независни такмичари на Олимпијади у Токију 2020.

## Биланс медаља скок увис
Стање после ОИ 2024
|     | Држава                    | Злато | Сребро | Бронза |    |
| --- | ------------------------- | ----- | ------ | ------ | -- |
| 1.  | Сједињене Америчке Државе | 4     | 2      | 3      | 9  |
| 2.  | Русија                    | 4     | -      | 1      | 5  |
| 3.  | Немачка                   | 3     | -      | 1      | 4  |
| 4.  | Румунија                  | 2     | 1      | 1      | 4  |
| 5.  | Бугарска                  | 1     | 3      | 1      | 5  |
| 6.  | Италија                   | 1     | 2      | -      | 3  |
| 6.  | Јужноафричка Република    | 1     | 2      | -      | 3  |
| 8.  | Украјина                  | 1     | -      | 4      | 5  |
| 9.  | Источна Немачка           | 1     | -      | 1      | 2  |
| 9.  | Канада                    | 1     | -      | 1      | 2  |
| 11. | Белгија                   | 1     | -      | -      | 1  |
| 11. | Чехословачка              | 1     | -      | -      | 1  |
| 11. | Мађарска                  | 1     | -      | -      | 1  |
| 11. | Шпанија                   | 1     | -      | -      | 1  |
| 15. | Уједињено Краљевство      | -     | 5      | -      | 5  |
| 16. | Аустралија                | -     | 3      | 1      | 4  |
| 17. | Совјетски Савез           |       | 2      | 4      | 6  |
| 18. | Пољска                    | -     | 2      | -      | 2  |
| 19. | Хрватска                  | -     | 1      | 1      | 2  |
| 20. | Грчка                     | -     | 1      | -      | 1  |
| 20. | Холандија                 | -     | 1      | -      | 1  |
| 22. | Аустрија                  | -     | -      | 1      | 1  |
| 22. | Француска                 | -     | -      | 1      | 1  |
| 22. | Куба                      | -     | -      | 1      | 1  |
| 22. | Шведска                   | -     | -      | 1      | 1  |
|     | Укупно 25 земаља          | 23    | 25     | 23     | 71 |